# Sekerka (antologie)
Sekerka (v anglickém originále Small Axe) je britská filmová antologie napsaná a natočená režisérem Stevem McQueenem. Antologii tvoří pět samostatných filmů, které vyprávějí různé příběhy imigrantů z historického území Západní Indie žijících v Londýně šedesátých až osmdesátých let 20. století. První z filmů byl odvysílán na stanici BBC One v polovině listopadu 2020 a o týden později i na streamovacích službách Amazon Prime Video a HBO GO. Název antologie je převzat z přísloví „If you are the big tree, we are the small axe“, které zpopularizoval zpěvák Bob Marley ve své písni „Small Axe“ z roku 1973.

## Filmy
| Název               | Režie         | Scénář                     | Premiéra ve Spojeném království | Premiéra v USA     |
| ------------------- | ------------- | -------------------------- | ------------------------------- | ------------------ |
| Mangrove            | Steve McQueen | McQueen a Alastair Siddons | 15. listopadu 2020              | 20. listopadu 2020 |
| Lovers Rock         | Steve McQueen | McQueen a Courttia Newland | 22. listopadu 2020              | 27. listopadu 2020 |
| Red, White and Blue | Steve McQueen | McQueen a Courttia Newland | 29. listopadu 2020              | 4. prosince 2020   |
| Alex Wheatle        | Steve McQueen | McQueen a Alastair Siddons | 6. prosince 2020                | 11. prosince 2020  |
| Education           | Steve McQueen | McQueen a Alastair Siddons | 13. prosince 2020               | 18. prosince 2020  |

## Produkce
Režisér Steve McQueen na Sekerce pracoval od roku 2010. původně mělo jít o seriál, ale během sběru informací pro psaní scénáře se rozhodl formu změnit na antologii samostatných filmů. V roce 2015 mu projekt odklepla stanice BBC One. V roce 2019 si distribuční práva pro USA koupila streamovací služba Amazon Prime Video, která se rozhodla antologii také spoluprodukovat.

## Obsazení

### Mangrove
Snímek vypráví skutečný příběh procesu s devítkou z restaurace Mangrove.
- Letitia Wright jako Altheia Jones-LeCointe
- Malachi Kirby jako Darcus Howe
- Shaun Parkes jako Frank Crichlow
- Rochenda Sandall jako Barbara Beese
- Nathaniel Martello-White jako Rhodan Gordon
- Darren Braithwaite jako Anthony Carlisle Innis
- Richie Campbell jako Rothwell Kentish
- Duane Facey-Peason jako Rupert Boyce
- Jumayn Hunter jako Godfrey Millett
- Jack Lowden jako Ian Macdonald
- Sam Spruell jako konstábl Frank Pulley

### Lovers Rock
Snímek vypráví smyšlený příběh jedné reggae domácí party.
- Micheal Ward jako Franklyn Cooper
- Amarah-Jae St. Aubyn jako Martha Trenton
- Kedar Williams-Stirling jako Clifton
- Shaniqua Okwok jako Patty
- Ellis George jako Cynthia

### Red, White and Blue
Snímek vypráví skutečný příběh Leroye Logana, metropolitního policisty, který ve snaze reformovat londýnskou policii zevnitř založil Black Police Association.
- John Boyega jako Leroy Logan
- Nathan Vidal jako mladý Logan
- Steve Toussaint jako Ken Logan
- Joy Richardson jako paní Loganová

### Alex Wheatle
Snímek vypráví skutečný příběh spisovatele Alexe Wheatleho, který byl v mládí odsouzen za údajnou účast v nepokojích v Brixtonu roku 1981.
- Sheyi Cole jako Alex Wheatle
- Asad-Shareef Muhammad jako mladý Alex Wheatle
- Robbie Gee jako Simeon

### Education
Snímek vypráví o systémové diskriminaci v systému britského školství, kdy byly děti přistěhovalců z Karibiku bezdůvodně řazeny do speciálních škol.
- Kenyah Sandy jako Kingsely Smith
- Sharlene Whyte jako Agnes Smith
- Tamara Lawrance jako Stephanie Smith
- Daniel Francis jako Esmond Smith
- Josette Simon jako Lydia Thomas

## Přijetí

### Kritiky
| Film                | Rotten Tomatoes                   | Metacritic      |
| ------------------- | --------------------------------- | --------------- |
| Mangrove            | 98 % (9/10 průměrné hodnocení)    | 90 (26 recenzí) |
| Lovers Rock         | 97 % (8,79/10 průměrné hodnocení) | 95 (27 recenzí) |
| Red, White and Blue | 97 % (8,42/10 průměrné hodnocení) | 84 (18 recenzí) |
| Alex Wheatle        | 97 % (7,4/10 průměrné hodnocení)  | 77 (17 recenzí) |
| Education           | 94 % (8,11/10 průměrné hodnocení) | 88 (13 recenzí) |